# When the Sun Comes Down
When the Sun Comes Down è un brano musicale del progetto R.I.O. di Manuel "Manian" Reuter e Yann Pfeiffer, cantata da Tony T. Nell'estate del 2009 When The Sun Comes Down ha avuto un buon successo assieme ad After the Love.